# ヤセノヴァツ強制収容所
ヤセノヴァツ強制収容所（クロアチア語・セルビア語：Logor Jasenovac / Логор Јасеновац）は、第二次世界大戦時に、ヤセノヴァツ付近のサヴァ川沿岸域に位置した、クロアチア独立国の絶滅収容所である。

## 概要

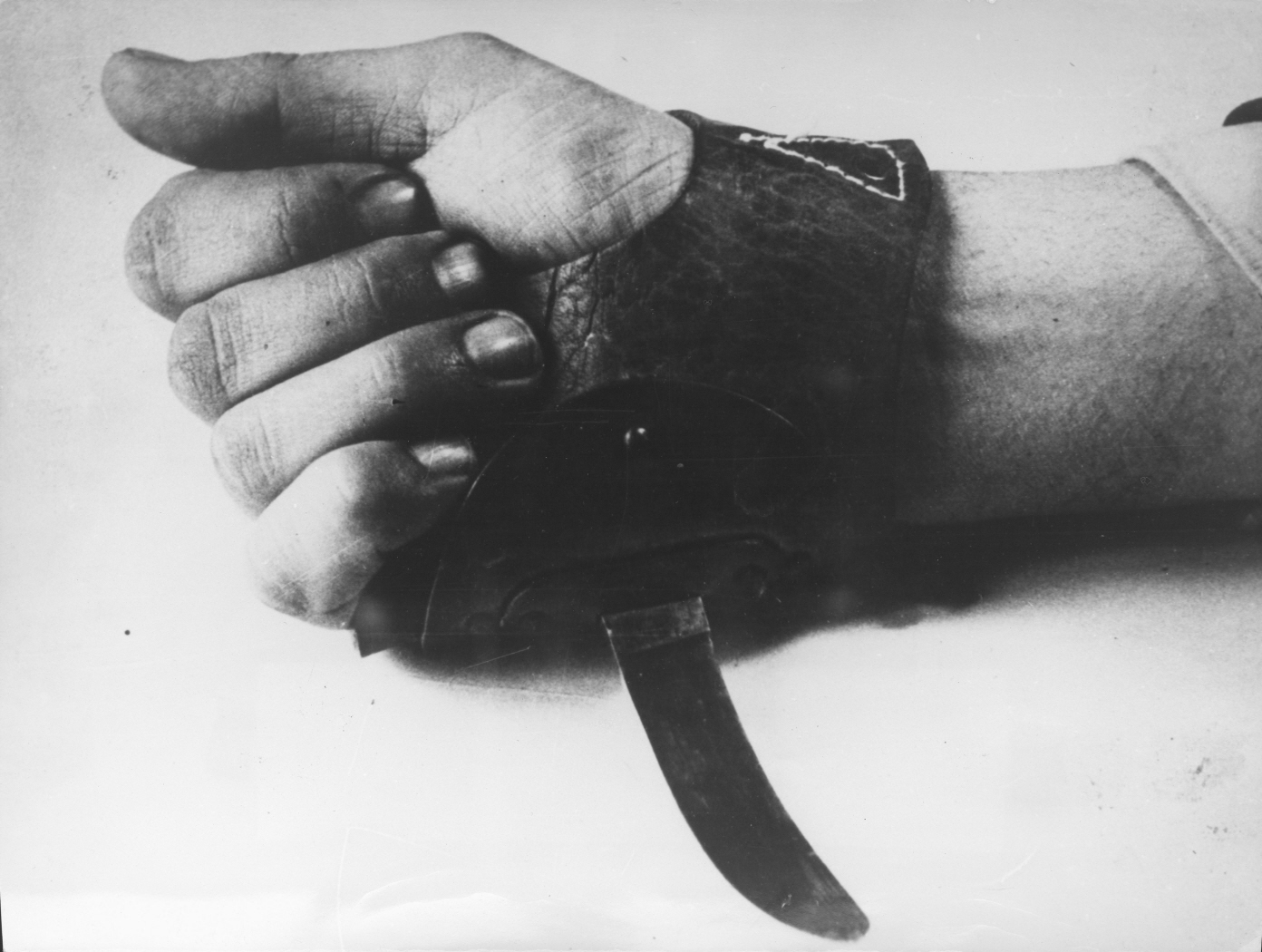
処刑に使用された、"Srbosjek"(セルブ・カッター)と呼ばれるナイフ

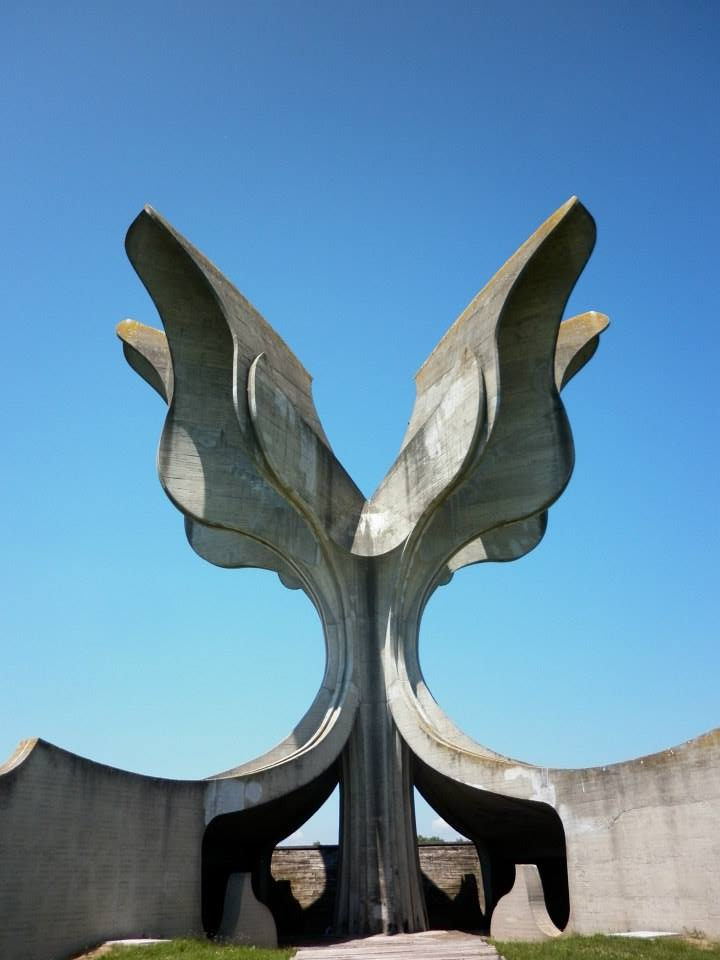
ヤセノヴァツ強制収容所の跡地に建てられたモニュメント『石の花』

クロアチア人の極右民族主義組織であるウスタシャは、ドイツおよびイタリアからクロアチア独立国の政治運営をまかされていた。ウスタシャは自らの政治思想に即した「民族共同体」を実現するため、他民族を排除を目指した。
ウスタシャの指導者アンテ・パヴェリチは、1941年4月17日に「国民と国家の保護に関する法令」を布告し、ウスタシャの方針に逆らうものは大逆罪を課して死刑に処することを定めた。
この頃から各地に収容所の建設が始まり、8月からヤセノヴァツ収容所群が、大量虐殺を目的として建設されていった。そしてユダヤ人、ジプシー (ロマ)、セルビア人、さらにはクロアチア人やスロヴェニア人の共産主義者や反体制派が次々収容された。1941年8月にウスタシャ監理局が創設され、その管轄下のウスタシャ防衛部が強制収容所の運営を統括し、長官はヴィエコスラフ・マクス・ルブリチであった。
ヤセノヴァツ収容所群は、ヤセノヴァツ周辺の5つの大規模な収容所と、複数の小規模な収容所で構成され、最も大きかったのは第三収容所で、敷地面積は494エーカー (約20平方Km) であった。敷地内には煉瓦工場、鎖工場、製材所、発電所などの工場が多く設置され、収容された人々は強制労働を課せられ、また大量虐殺された。
収容者のうち労働力の必要を超える人員は殺害対象となり、年配者や病弱者などから銃殺あるいは残虐な方法で虐殺された。劣悪な環境で餓死や病死、凍死する者もいた。1945年4月に連合軍の攻撃が強まり、大量虐殺を隠蔽するために、長官ルブリチの命令で収容所施設の破壊と被収容者の殺害が行われた。
同収容所における死者数や残虐行為については、セルビア・クロアチアなど各国の民族主義者による政争の具となっており、1990年代のユーゴスラビア紛争の際に多くの資料や遺品が破壊・散逸したこともあって現在も論争が続いている。クロアチアの国立機関公表の犠牲者数は、セルビア人約47,000人、ロマ約16,000人、クロアチア人約4,000人、ムスリム約1,000人、合計約83,000人である。

## 施設
- ヤセノヴァツ
- ドニャ・グラディナ
- シサク - 子供を収容した[3]。
- スタラ・グラディシュカ - 女性と子供を収容した。